# Église Saint-Alexis de Miliće
Pour les articles homonymes, voir Église Saint-Alexis.
L'église Saint-Alexis de Miliće (en serbe cyrillique : Црква Светог Алексија у Милићима ; en serbe latin : Crkva Svetog Aleksija u Milićima) est une église orthodoxe serbe située à Miliće, sur le territoire de la ville de Kraljevo et dans le district de Raška en Serbie. Elle est inscrite sur la liste des monuments culturels de grande importance de la république de Serbie (identifiant no SK 1083),.

## Présentation
Selon la tradition, étayée par l'existence d'une nécropole des XIIIe et XIVe siècles, les bâtisseurs du monastère de Studenica et du monastère de Pridvorica se sont rencontrés sur un plateau à mi-chemin de leurs monastères respectifs et ils ont décidé de construire une église dédiée à la Présentation du Christ au Temple,. Beaucoup plus tard, en 1636-1637, l'église a été reconstruite par Vukašin qui l'a ornée de fresques et dédiée à saint Alexis ; elle est aujourd'hui dédiée au saint guerrier Théodore,.
Le bâtiment, de taille modeste, est partiellement enterré,. Il est constitué d'une nef unique prolongée par une abside demi-circulaire et, à l'intérieur, doté d'une voûte en demi-berceau ; les murs sont construits en pierres et une corniche court en dessous du toit,.
Comme la voûte est restée longtemps éventrée, les fresques ne sont que partiellement préservées, notamment dans la partie basse des murs ; ce qu'on en aperçoit indique le talent et l'expérience du peintre, notamment dans la fermeté du dessin et le traitement des couleurs,. L'inscription du fondateur sur le mur nord peut être rapprochée de celle des maîtres qui ont peint l'église du monastère de l'Annonciation d'Ovčar Banja et la nef de l'église du monastère de Ježevica,.